# Nur in der Wiener Luft
"Nur in der Wiener Luft" ("Apenas no ar de Viena") foi a canção que representou a Áustria no Festival Eurovisão da Canção 1962 que teve lugar no Luxemburgo.
A referida canção foi interpretada em alemão pela cantora de opereta Eleonore Schwarz. Foi a quarta canção a ser interpretada na noite do festival, a seguir à canção da Espanha "Llámame", interpretada por Victor Balaguer e antes do canção da Dinamarca "Vuggevise"), interpretada por Ellen Winther. Terminou a competição em 13.º, empatada com as canções da Espanha "Llámame", interpretada por Victor Balaguer, da Bélgica "Ton nom", cantada por Fud Leclerc e a canção dos Países Baixos, Katinka, interpretada pelos De Spelbrekers. Todas estas canções tiveram 0 pontos. No ano seguinte, em 1963, a Áustria foi representada com a canção "Vielleicht geschieht ein Wunder", interpretada por Carmela Corren.

## Autores
- Letrista: Bruno Uher
- Compositor: Bruno Uher
- Orquestrador: Bruno Uher

## Letra
A canção falava sobre a beleza da capital austríaca, como a Opera House, a Câmara Municipal e a catedral de Santo Estêvão, de pratos típicos, como o frango grelahado e as salasichas) que todas as crianças conhecem e sentem. Ela fala da qualidade mágica do ar da cidade que fazia com qua ali surgisse a valsa e outras músicas.